# Newcastle Brown Ale
Newcastle Brown Ale é uma conhecida cerveja britânica do estilo brown ale, produzida originalmente em Newcastle upon Tyne, mas agora fabricada pela Heineken na Cervejaria John Smith's em Tadcaster, North Yorkshire.

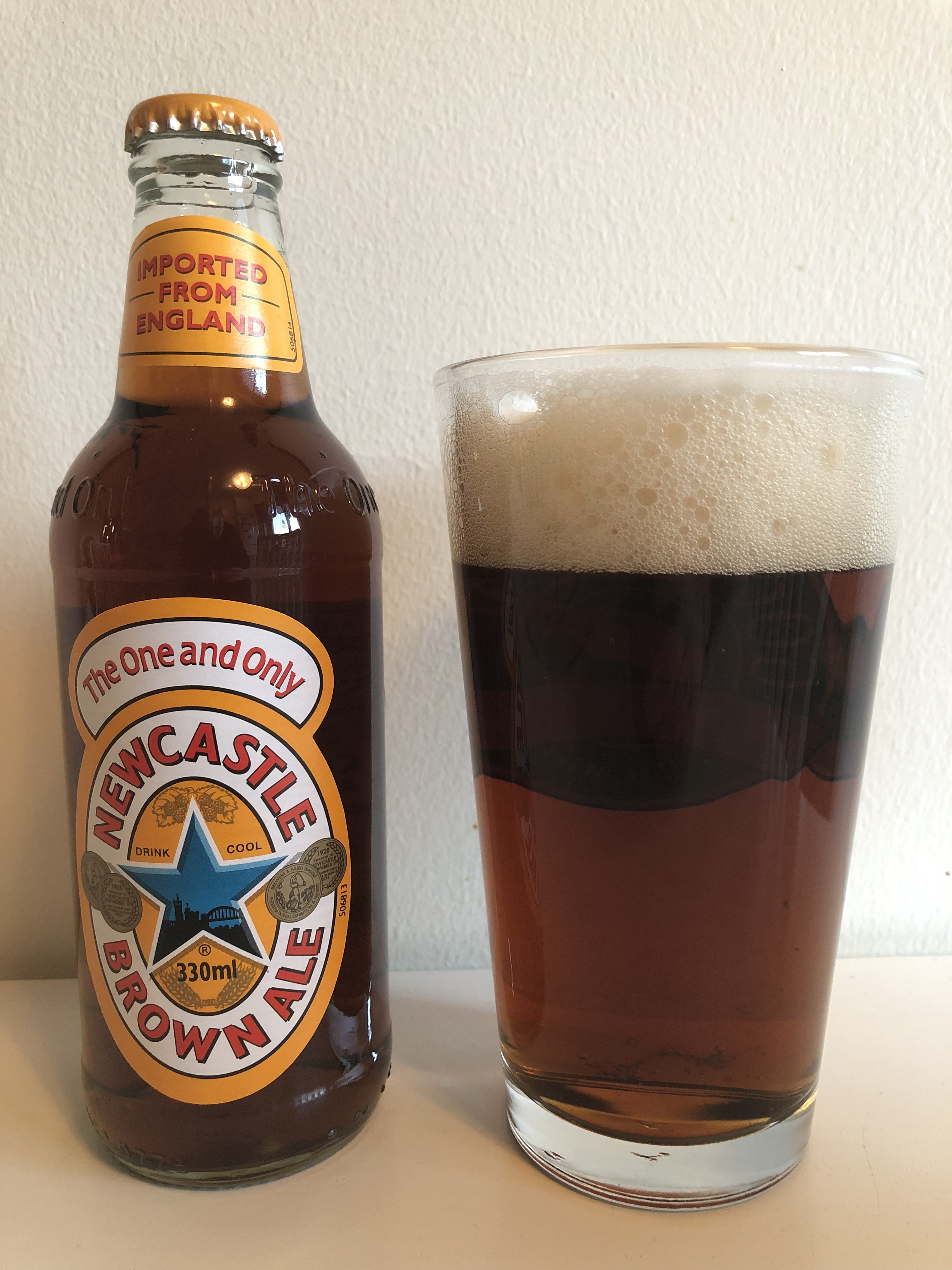
Um copo de cerveja Newcastle Brown Ale.

Lançada em 1927 pelo Coronel Jim Porter, após três anos de desenvolvimento. Durante a década de 1960 a cervejaria Newcastle fundiu-se com a Scottish Brewers permitindo uma ampla distribuição em todo o Reino Unido, durante o início da década de 1970. A marca passou por um ressurgimento no final da década de 1980 e início da década de 1990. Ao final dos anos 1990, a cerveja era a bebida alcoólica mais amplamente distribuída no Reino Unido. Nos anos 2000, a maioria das vendas estava Estados Unidos, embora ainda vendesse 100 milhões de garrafas anualmente no Reino Unido. Em 2005, a cerveja mudou-se de Newcastle para Dunston, Tyne and Wear, e em 2010, para Tadcaster.
Newcastle Brown Ale é percebida no Reino Unico como uma cerveja da classe trabalhadora, com uma longa associação com a indústria pesada e com a economia tradicional do nordeste da Inglaterra. Nos mercados de exportação, ela é visto como uma tendência e foi uma das primeiras cervejas distribuídas em uma clara garrafa de vidro.

## Nomes e frases
Em 2000, a cerveja foi rebatizada de "Newcastle Brown" com o "Ale" sendo removido do rótulo frontal. Esta alteração, apenas no Reino Unido, foi devido a uma pesquisa de mercado, que apontou que o termo "ale" estava ultrapassada e isso impactava as vendas da empresa junto ao público jovem. O nome antigo foi reintegrado sem alarde, em 2004, quando percebeu-se que a alteração não tinha feito nenhuma diferença para as vendas.

## Servir
Newcastle Brown Ale é tradicionalmente vendido na grã-Bretanha em um imperial pint (568ml) e, mais recentemente, em garrafas de 550 ml. Normalmente, a cerveja é consumida a partir de um copo Wellington de vidro, também chamado de Geordie Schooner.

## Na cultura popular
- Newcastle Brown Ale é mencionado em uma música de  Eric Hutchinson: "Ultimamente, tem sido um grande aborrecimento/Heineken e Newcastle"
- No filme Celeste e Jesse para Sempre, Jesse é visto bebendo uma garrafa de cerveja Newcastle Brown Ale em um bar.
- Tem aparecido no sitcom The Big Bang Theory.
- Também foi vista no drama/comédia House of Lies.
- Também faz uma breve aparição no filme Busca Implacável
- Uma cerveja Newcastle Brown Ale aparece no filme Sully em uma cena onde Sully entra em um bar Irlandês.